# Aregunda
Aregunda, również Arnegunda (ur. ok. 515, zm. 573 lub 579) – czwarta żona króla frankijskiego Chlotara I.
Kiedy poprzednia żona Chlotara – Ingunda poprosiła, by znalazł dla jej siostry Arnegundy odpowiedniego męża ten jej odparł:
...szukając dla twej siostry dzielnego i bogatego męża nie znalazłem lepszego ode mnie. Dowiedz się zatem, że uczyniłem ją swą małżonką...
Chlotar miał z nią syna Chilperyka, późniejszego króla Neustrii.
Arnegunda została prawdopodobnie otruta przez Chlotara, gdy mu się znudziła. Miała wtedy ok. 40 lat.
W 1964 r. Michel Fleury odkrył w kościele Saint-Denis jej szczątki. Po kosztownościach można sądzić, że miała królewski pogrzeb. Zwłoki uległy mumifikacji do tego stopnia, że zachowały się nawet resztki płuc.